# Mount Pirongia
Mount Pirongia is een uitgedoofde vulkaan op het Noordereiland van Nieuw-Zeeland. Hij was actief in het late Plioceen en vroege Pleistoceen. Pirongia heeft meerdere pieken, waarvan de hoogste 959 m hoog is, de hoogste piek in de regio Waikato. Rond de vulkaan is het Mout Pirongia Forest Park afgebakend. Er kan worden gewandeld, gekampeerd en gejaagd op wilde geiten. 
De berg ligt ongeveer 20 km westelijk van Te Awamutu. Het stadje Pirongia ligt aan de voet van de vulkaan.